# Rudolf Hasse

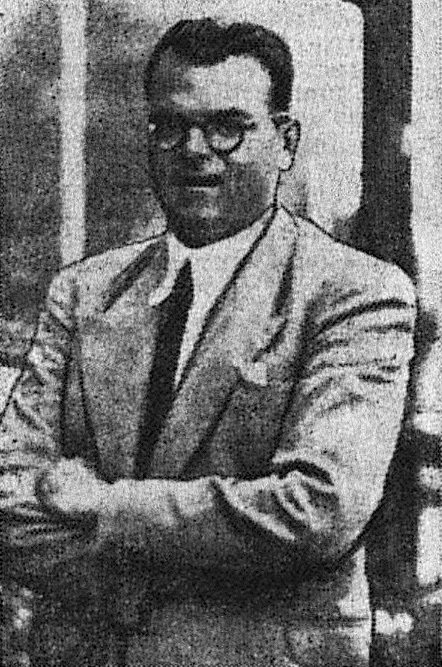
Rudolf Hasse 1937

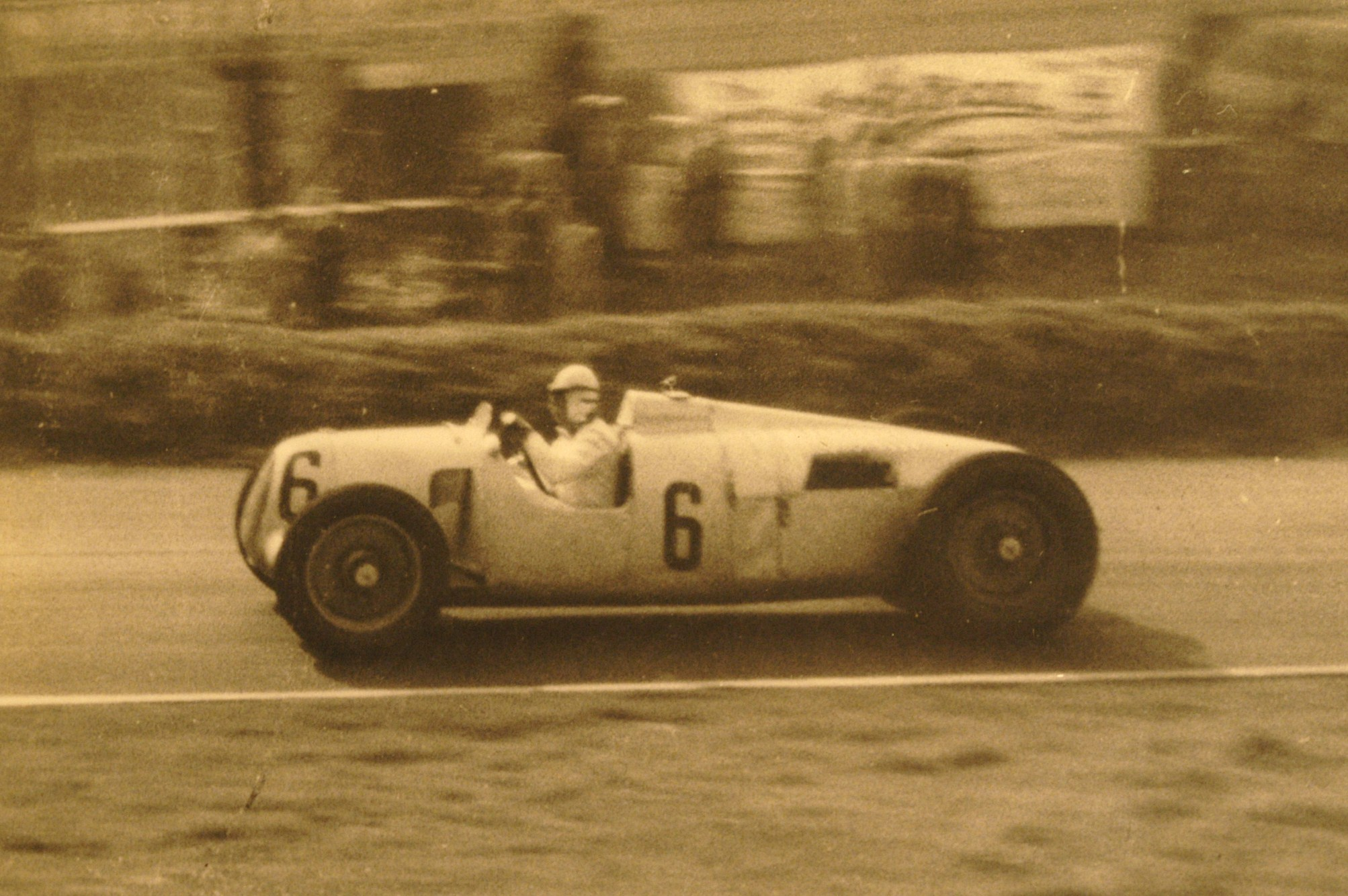
Rudolf Hasse auf Auto Union Typ C beim Donington-Grand-Prix 1937

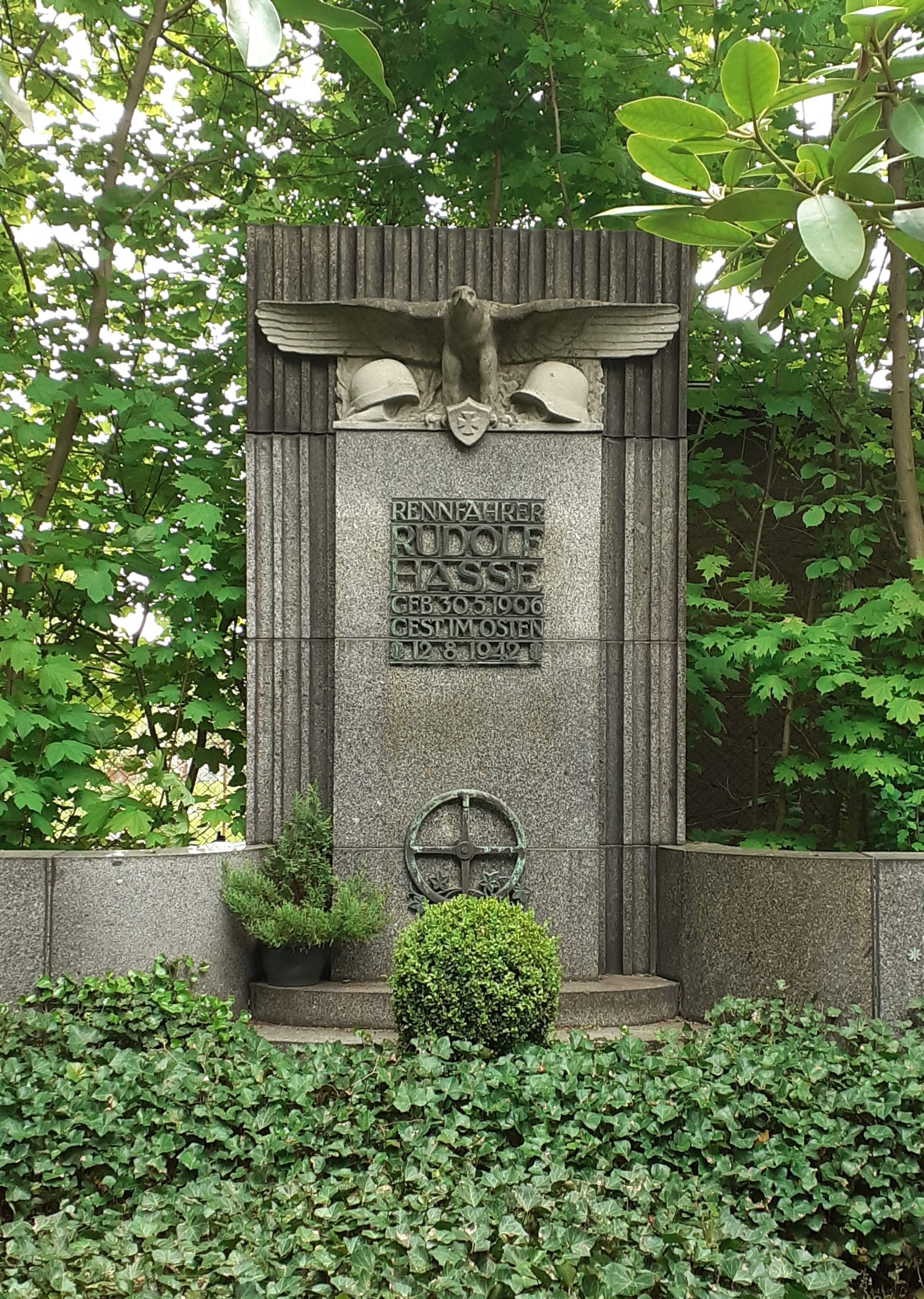
Rudolf-Hasse-Denkmal auf dem Neuen Friedhof in Mittweida

Rudolf Richard Hasse (* 30. Mai 1906 in Mittweida; † 12. August 1942 in Makejewka bei Stalino) war ein deutscher Motorrad- und Automobilrennfahrer.

## Karriere
Rudolf Hasse wurde 1906 als Sohn von Carl Richard Hasse und Martha Frieda, geb. Fleischer in Mittweida geboren. Wie viele andere Rennfahrer auch begann Rudolf Hasse mit Motorradrennen. So gewann er beispielsweise im Mai 1927 auf Schüttoff den 350-cm³-Lauf beim I. Badberg-Viereck-Rennen auf dem Badberg-Viereck in Hohenstein-Ernstthal, dem heutigen Sachsenring.
1929 wechselte Hasse auf vier Räder und war ein ausgezeichneter Langstreckenfahrer, der lange Distanzen ohne Pause zurücklegen konnte. Seine Markenzeichen waren die weiße Kappe und die großen Schutzbrillen, hinter denen er seine eigenen Augengläser unterbringen musste.
1936 stieß er zu Auto Union AG, für die er 1937 mit dem Sieg beim Großen Preis von Belgien seinen größten Erfolg feierte.
Während des Zweiten Weltkrieges war er zunächst in der Truppenbetreuung – vorwiegend im Osten – tätig: Er hielt Filmvorträge über die Autorennen der 1930er Jahre. Danach war er als Absolvent des Technikums Mittweida als technischer Sonderführer im Offiziersrang bei den Panzertruppen im Krieg gegen die Sowjetunion eingesetzt. Mit nur 36 Jahren erkrankte er schwer an der Asiatischen Ruhr und starb in einem Lazarett in Makejewka bei Stalino an der Ostfront, wo er auch begraben wurde. Der Friedhof wurde später zerstört und existiert heute nicht mehr.
Zuvor hatte er am 4. März 1942 in Mittweida Edith Emma Ella Schröder geheiratet.
In seiner Heimatstadt Mittweida erinnert ein Denkmal auf dem Neuen Friedhof an diesen Sohn der Stadt.

## Statistik

### Vorkriegs-Grands-Prix-Ergebnisse
| Saison | Team          | Wagen              | 1   | 2   | 3   | 4   | 5   | Punkte | Position |
| ------ | ------------- | ------------------ | --- | --- | --- | --- | --- | ------ | -------- |
| 1936   | Auto Union AG | Auto Union Typ C   |     |     |     |     |     | 24     | 10.      |
| 1936   | Auto Union AG | Auto Union Typ C   |     | 4   | 5   | DNS |     | 24     | 10.      |
| 1937   | Auto Union AG | Auto Union Typ C   |     |     |     |     |     | 28     | 7.       |
| 1937   | Auto Union AG | Auto Union Typ C   | 1   | 5   | DNF |     | 9 1 | 28     | 7.       |
| 1938   | Auto Union AG | Auto Union Typ C/D |     |     |     |     |     | 28     | 14.      |
| 1938   | Auto Union AG | Auto Union Typ C/D | DNF | DNF |     |     |     | 28     | 14.      |
| 1939   | Auto Union AG | Auto Union Typ D   |     |     |     |     |     | 20     | 6.       |
| 1939   | Auto Union AG | Auto Union Typ D   | 2   | DNS | DNF | DNF |     | 20     | 6.       |

| Legende  | Legende                                                                   | Legende                                                                   |           |
| Farbe    | Bedeutung                                                                 | Bedeutung                                                                 | EM-Punkte |
| -------- | ------------------------------------------------------------------------- | ------------------------------------------------------------------------- | --------- |
| Gold     | Sieg                                                                      | Sieg                                                                      | 1         |
| Silber   | 2. Platz                                                                  | 2. Platz                                                                  | 2         |
| Bronze   | 3. Platz                                                                  | 3. Platz                                                                  | 3         |
| Grün     | Klassifiziert, mehr als 75% der Renndistanz zurückgelegt                  | Klassifiziert, mehr als 75% der Renndistanz zurückgelegt                  | 4         |
| Blau     | nicht punkteberechtigt, zwischen 50% und 75% der Renndistanz zurückgelegt | nicht punkteberechtigt, zwischen 50% und 75% der Renndistanz zurückgelegt | 5         |
| Violett  | nicht punkteberechtigt, zwischen 25% und 50% der Renndistanz zurückgelegt | nicht punkteberechtigt, zwischen 25% und 50% der Renndistanz zurückgelegt | 6         |
| Rot      | nicht punkteberechtigt, weniger als 25% der Renndistanz zurückgelegt      | nicht punkteberechtigt, weniger als 25% der Renndistanz zurückgelegt      | 7         |
| Farbe    | Abkürzung                                                                 | Bedeutung                                                                 | EM-Punkte |
| Schwarz  | DSQ                                                                       | disqualifiziert (disqualified)                                            | 8         |
| Weiß     | DNS                                                                       | nicht gestartet (did not start)                                           | 8         |
| Weiß     | DNA                                                                       | nicht erschienen (did not arrive)                                         | 8         |
| sonstige | P/fett                                                                    | Pole-Position                                                             | 8         |
| sonstige | SR/kursiv                                                                 | Schnellste Rennrunde                                                      | 8         |
| sonstige | DNF                                                                       | Rennen nicht beendet (did not finish)                                     | 8         |